# Miss Mundo Ilha dos Marinheiros
O concurso Miss Mundo Ilha dos Marinheiros (ou Miss Ilha dos Marinheiros Mundo) é a etapa que escolhe a representante da Ilha dos Marinheiros no concurso de Miss Mundo Brasil.
A Ilha dos Marinheiros é uma das catorze ilhas brasileiras que estreiam no concurso nacional em 2009. Pertencente ao Rio Grande do Sul, teve participação em concursos de beleza apenas nas etapas estaduais, seja nas versões Universo ou Mundo. Na edição 2009, o Rio Grande do Sul contará com duas candidatas, uma do estado e outra da ilha.
Débora Secchi será a primeira representante da Ilha dos Marinheiros a competir no Miss Mundo Brasil. Modelo formada em Direito, atualmente faz pós-graduação em Direito Ambiental.

## Representantes
| Ano  | Nome             | Nascida em                           | Idade | Altura | Colocação | Real Colocação | Ref |
| ---- | ---------------- | ------------------------------------ | ----- | ------ | --------- | -------------- | --- |
| 2015 | Valleska Magri   | Caxias do Sul                        | 23    | 1.70   |           |                |     |
| 2014 | Juliana Böhm     | Venâncio Aires                       | 21    | 1.75   |           |                |     |
| 2013 | Maria Lua Strëit | Maceió                               | 21    | 1.78   |           |                |     |
| 2011 | Paula Helwanger  | Porto Alegre                         | 23    | 1.74   | Top 18    | 13º. Lugar     |     |
| 2009 | Débora Secchi    | Ficheiro:Flag of Chapecó.svg Chapecó | 26    | 1.72   |           |                |     |

### Premiações Especiais

#### Etapas Preliminares
- (Vencedora) Beleza com Propósito: Paula Helwanger (2011)
- (Top 10) Miss Esportes: Valleska Magri (2015)